# Liriomyza orilliensis
Liriomyza orilliensis este o specie de muște din genul Liriomyza, familia Agromyzidae, descrisă de Spencer în anul 1969.
Este endemică în Ontario. Conform Catalogue of Life specia Liriomyza orilliensis nu are subspecii cunoscute.